# Shihan
Shihan (jap. 師範) – japońskie słowo oznaczające: (1) instruktora, nauczyciela, trenera; (2) tytuł honorowy nauczyciela modelowego lub "nauczyciela wyznaczającego standardy", przyznawany certyfikatem licencyjnym w japońskich sztukach walki (budō) instruktorom poziomu mistrzowskiego. 
Użycie tego tytułu różni się między poszczególnymi rodzajami sztuk walki i organizacjami, przeważnie jednak jest przyznawany po wielu latach praktyki. Niekiedy wiąże się z określonymi uprawnieniami, np. przyznawania stopni dan w imieniu organizacji.
W Japonii proces stawania się shihanem rzadko jest precyzyjnie zdefiniowany, co może powodować pewną dezorientację u ludzi wychowanych w kręgu kultury zachodniej. Przykładowo, w Bujinkan uznaje się, że ktoś został shihanem, gdy inni shihani zaczynają się tak do niego zwracać. Jest też jednak częste przyznawanie tytułu shihana wszystkim nauczycielom posiadającym 10 dan (jeśli pochodzą z Japonii).
W przypadku organizacji Aikikai (aikido), japoński nauczyciel zostaje shihanem w momencie przyznania mu stopnia 6 dan. Przez długi czas było niejasne, czy tytuł przysługuje także nie-Japończykom z tym samym stopniem. Ostatecznie podjęto decyzję, że w ich przypadku poza stopniem niezbędne jest również specjalne mianowanie.
W karate tytuł shihana nadaje się osobom, które posiadają co najmniej 5 dan.